# Mycogone cervina
Mycogone cervina är en svampart som beskrevs av Ditmar 1817. Mycogone cervina ingår i släktet Mycogone och familjen Hypocreaceae.   Inga underarter finns listade i Catalogue of Life.